# Boubacar Diallo (Filmemacher)
Boubacar Diallo (* 31. Dezember 1962 in Ouagadougou, Obervolta) ist ein Filmemacher, Journalist und Schriftsteller aus Burkina Faso.

## Leben
Diallo kam 1962 als Sohn eines Tierarztes zur Welt. Nach der Schule nahm er ein Studium der Wirtschaftswissenschaften an der école supérieure des sciences économiques in Ouagadougou in Angriff. Bereits im Alter von 21 Jahren publizierte er seinen ersten Kurzgeschichten. Nach wenigen Semestern brach er sein Studium zu Gunsten seiner Leidenschaft fürs Schreiben ab. Über die Landesgrenzen hinaus bekannt wurde Diallo als Chefredaktor der satirischen Wochenzeitung Journal du Jeudi, welche er im August 1991 in Ouagadougou gründete.
2004 legte er mit Traque à Ouaga seinen ersten Film vor, dem in kurzen Abständen zwei weitere folgten.

## Werke

### Filme
- Une longue traversée, 2003
- Traque à Ouaga, 2004
- Sofia, 2004
- Saana, 2005
- Dossier brûlant, 2005
- Code phénix, 2005
- L'or des younga, 2006
- La belle, la brute et le berger, 2006
- Mogo puissant, 2007
- Sam le caïd, 2008
- Coeur de lion, 2008
- Clara, 2010
- Julie & Roméo, 2011
- Le foulard noir, 2012
- Congé de mariage, 2013

Bei Sofia handelt es sich um eine romantische Komödie, Dossier brûlant ist ein Drama, das in einer dänisch-burkinischen Koproduktion realisiert wurde. Die beiden jüngsten Filme, Le foulard noir und Congé de mariage sind ganz unterschiedlicher Natur: Le foulard noir ist ein politisches Drama, das die Unruhen und die Meuterei einiger Armeeeinheiten vom März 2011 thematisiert. Congé de mariage ist eine klassische Komödie.

### Fernsehserien
- Série noire à Koulbi, 2006
- Omar & Charly, 2010

Série noire à Koulbi ist eine Krimi-Fernsehserie. Sie umfasst insgesamt 30 15-minütige Episoden.

## Auszeichnungen
- Congé de Mariage wurde am FESPACO 2013 mit dem Prix Spécial du CSC ausgezeichnet.